# Polyball

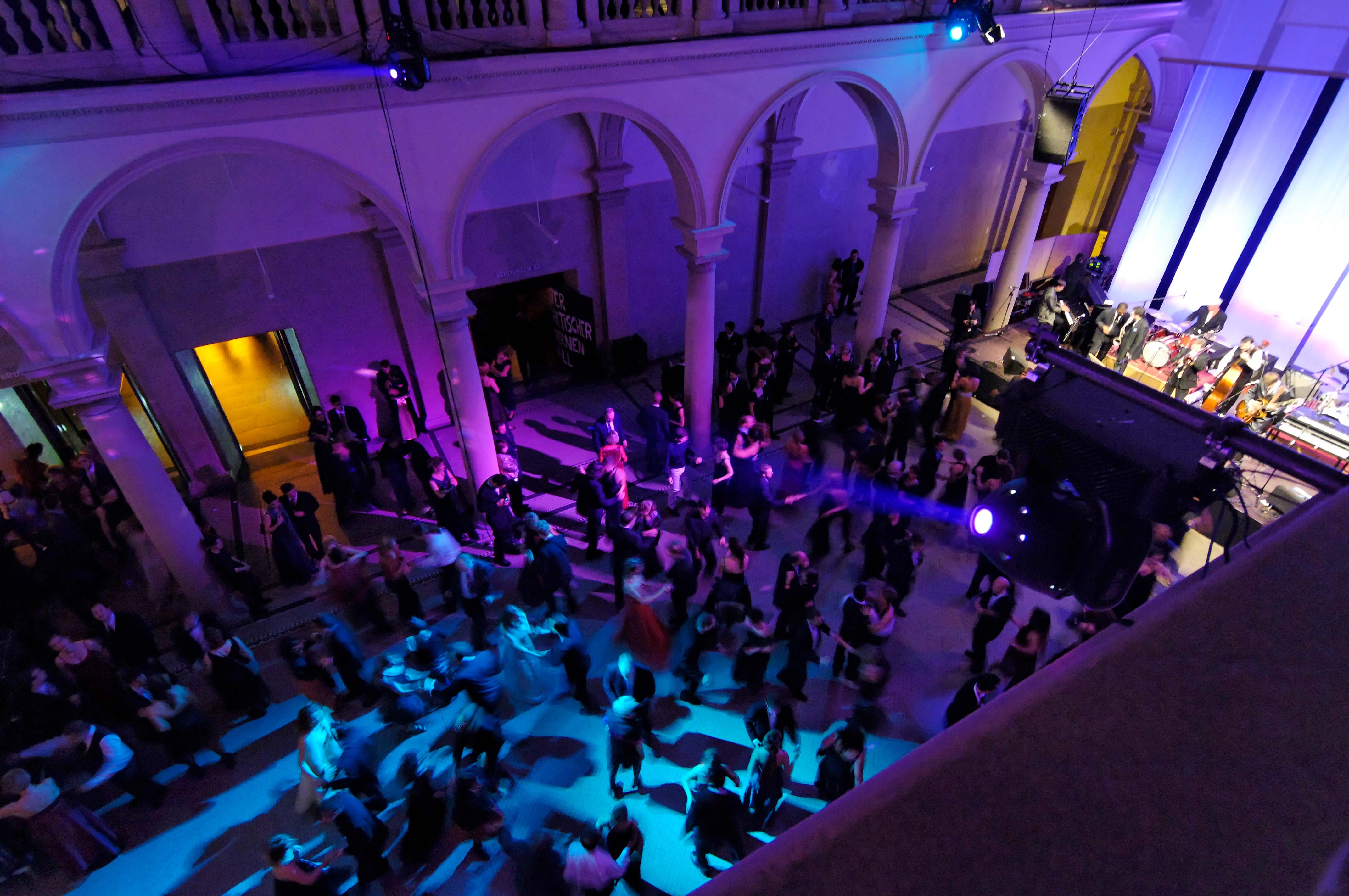
ETH hallen under festen (2005)

Polyball är ett evenemang vid ETH Zürich, den tekniska högskolan i Zürich, Schweiz. Traditionen sträcker sig tillbaka till 1880-talet och äger rum årligen i slutet av november. Polyball är den största balen med dekorerade balsalar efter tema i Europa med cirka 9 000 gäster.

## Historia
Det exakta året för och placeringen av den första Polyball, vid denna tid känd som ”Akademie”, är okänt. Man tror att den första balen ägde rum år 1880. År 1929  ändrades namnet från Akademie till Polyball. Sedan 1940-talet har Polyball ett årligt tema enligt vilket balsalarna dekoreras.
Platsen för evenemanget har ändrats flera gånger sedan starten i Zürichs stadsteater (numera operahus). Idag arrangeras Polyball i ETH Zürichs huvudbyggnad inklusive gymnastiksalen.

## Balen
Balen börjar klockan 19:00 den sista lördagen i november och slutar vid 05:00 på söndagsmorgonen  Den omfattar 16 till 20 balsalar dekorerade enligt balens tema. En mängd olika band, alltifrån gatuartister till balorkestrar, underhåller dansarna.
År 2005 publicerades en bok med titeln "Die schönste Dekoration ist das Publikum: Bilder und Geschichten aus über 100 Jahren Polyball" (Det vackraste dekorationen är gästerna: bilder och berättelser från mer än 100 år av Polyball). Där kan du läsa om den rika historien bakom Polyball och ta del av en samling anekdoter och bilder.

## Organisation
Polyball arrangeras av studenter och alumni genom stiftelsen KOSTA som är en del av studentkårerna vid universitetet (VSUZH) och vid ETH (VSETH).  Planering av och förberedelser inför balen sker under hela året. Dekoren byggs under fyra veckor i november av ett stort antal studenter som i utbyte får biljetter till Polyball. Dekoren omfattar ETH:s huvudbyggnad, såväl invändigt som utvändigt.